# أحمد حمدي (حكم)
أحمد حمدي حكم كرة قدم مصري، يشارك حاليًا في الدوري المصري الممتاز.